# جمعية مرشدات أوغندا
جمعية مرشدات أوغندا هي المنظمة الإرشادية الوطنية في أوغندا. تأسست في عام 1914 وأصبحت عضوا كامل العضوية في الجمعية العالمية للمرشدات وفتيات الكشافة في عام 1963. المنظمة للفتيات فقط وتضم 112371 عضوة (اعتبارا من 2008).